# 税関職員
税関職員（ぜいかんしょくいん）は、税関に所属する職員の総称。日本において税関は財務省の地方支分部局であり、その身分は国家公務員である。

## 任務
税関職員は、
- 関税、とん税、特別とん税及び内国税の賦課・徴収
- 外国と往来する船舶・航空機の取り締まり
- 国内にある外国貨物の取り締まり
- 貨物の輸出入の取り締まり
- 関税法等の違反（犯則）事件の調査・処分

を主な任務とする。

## 税関職員の階級
税関職員服制（昭和44年大蔵省令第50号）により制服・制帽・階級章が規定されているが、税関職員の階級呼称自体は定められていない。税関職員は、それぞれの役職や俸給に応じて貸与される階級章を佩用する。税関職員の階級章は、税関長に貸与されるものを最高位として9種類が定められている。 
| 序列 | 貸与される職員                                                   |
| ---- | ---------------------------------------------------------------- |
| 1    | 税関長                                                           |
| 2    | 部長                                                             |
| 3    | 部次長及び同相当職                                               |
| 4    | 本関課長及び同相当職（統括専門官）                               |
| 5    | 本関課長補佐及び同相当職（上席専門官）                           |
| 6    | 本関係長及び同相当職（専門官）                                   |
| 7    | 一般職員（特に高度の知識又は経験を必要とする業務を行う一般職員） |
| 8    | 一般職員（相当高度の知識又は経験を必要とする業務を行う一般職員） |
| 9    | 一般職員（一般的な業務を行う一般職員）                           |

## 国家公務員法等における位置付け
不正薬物や拳銃等の密輸防止など治安に関わる職であること、制服・制帽の着用や階級章の佩用、小型武器（拳銃）の携帯・使用権などから、公安職的な色合いの強い公務員との印象が持たれるが、実際は行政職の国家公務員である。国家公務員法に規定する警察職員ではなく、刑事訴訟法に規定する司法警察職員でもない。従って、給与に関しては一般職の職員の給与に関する法律に規定する俸給表のうち公安職俸給表や税務職俸給表ではなく、行政職俸給表の適用を受ける。また、「税関職員」は総称であって、辞令での表記に用いられる「官職」ではない。官職としては財務省の他の職員と同様に「財務事務官」・「財務技官」などの辞令を受けることとなる。

## 武器の携帯と使用
関税法第104条により小型の武器（拳銃）の携帯と使用が認められているが、現在は実際に拳銃を携帯して職務を行うことはない。

## 人事

### 採用
主に、人事院が実施する国家公務員採用一般職試験（大卒程度試験）・一般職試験（高卒者試験）の合格者のうちから、各税関での採用試験（面接）を経て採用される。採用後は財務省税関研修所において、一般職試験（大卒程度試験）合格者は約2か月間の、一般職試験（高卒者試験）合格者は約6か月間の採用職員研修を受け、それぞれの職場に配属される。なお、総合職試験の合格者についても、税関において税関職員として採用される者が少数ある。この採用は採用時に東京税関で採用する形になっているが実質の選考は財務省関税局が行っている。

### 他機関への出向等
主な出向先を列挙する。
- 警察庁
- 金融庁
- 外務省（在外公館）
- 財務省
  - 本省
  - 国税庁（各国税局）
- 海上保安庁（管区海上保安本部）
- 都道府県警察
- 世界税関機構